# Darren O'Neill
Darren O'Neill (Kilkenny, 13 de septiembre de 1985) es un deportista irlandés que compitió en boxeo.
Ganó una medalla de plata en el Campeonato Europeo de Boxeo Aficionado de 2010, en el peso medio. Participó en los Juegos Olímpicos de Londres 2012, ocupando el octavo lugar en el mismo peso.

## Palmarés internacional
| Campeonato Europeo | Campeonato Europeo | Campeonato Europeo | Campeonato Europeo |
| Año                | Lugar              | Medalla            | Categoría          |
| ------------------ | ------------------ | ------------------ | ------------------ |
| 2010               | Moscú (Rusia)      | Medalla de plata   | 75 kg              |